# ناحیه عبادله
ناحیه عبادله (به عربی: دائرة العبادلة) ناحیه‌ای در کشور الجزایر است که در استان بشار واقع شده‌است.

## خصوصیات
ناحیه عبادله ۱۲٬۱۰۰ کیلومترمربع مساحت و ۱۸٬۶۴۸ نفر جمعیت دارد.